# Nicarchus erinaceus
Nicarchus erinaceus är en insektsart som beskrevs av Carl Stål 1878. Nicarchus erinaceus ingår i släktet Nicarchus och familjen gräshoppor. Inga underarter finns listade i Catalogue of Life.